# Pavonia varians
Pavonia varians là một loài thực vật có hoa trong họ Cẩm quỳ. Loài này được Moric. mô tả khoa học đầu tiên năm 1844.